# Ролевой герой
Ролевой герой — один из вариантов присутствия лирического субъекта в поэтическом произведении.
Ролевой герой оказывается ближе всего к тому, что принято называть героем в эпическом произведении. Это герой детерминированный, его отделенность от автора выражается в различии их точек зрения. Такой герой чаще всего встречается в балладной лирике, в стихотворениях, ориентированных на фольклор, на народную традицию, где лирический автор и герой являются носителями разного типа сознания. Не случайно при изображении народного мира Н. А. Некрасову потребовалось столь частое обращение именно к ролевому герою.
Термин «Ролевой герой» введен Б. О. Корманом

## Художественные произведения
Примерами поэтических текстов, работающих с ролевым героем, могут послужить «В дороге», «Огородник», а также отдельные части стихотворения «Зеленый шум»
См. | Некрасов в Викитеке